# Combattimento di Aschaffenburg
Il combattimento di Aschaffenburg ebbe luogo il 14 luglio 1866 nel contesto della campagna al Meno dell'esercito prussiano nella guerra austro-prussiana. I prussiani sconfissero l'VIII corpo dell'esercito federale de la Confederazione tedesca  (truppe d’Austria, di Granducato d'Assia e d’Elettorato d'Assia). La città di Aschaffenburg fu presa d'assalto in accaniti combattimenti di strada. Le truppe federali dovettero schivare verso ovest attraverso il fiume Meno. Questo aprì la strada per i prussiani a Francoforte, che fu occupato il 16 luglio.